# Carlos Urán
Carlos Alberto Urán Arroyave (Medellín, Antioquia, 6 de enero de 1980) es un ciclista colombiano. Entre sus logros más destacado está el de ser el primer campeón Suramericano en la historia de la prueba omnium, en el campeonato panamericano de ciclismo disputado en Uruguay (2008). Repitió el logro en México (2010), medallista en la prueba Madison en la Copa de Mundo de Pista en Cali en los años 2008 (plata) y 2009 (bronce), y 4.º lugar en el Campeonato Mundial de Pista en Apeldoorn, Holanda (2011).

## Biografía
Urán se formó como ciclista siendo niño en el municipio de Urrao, ubicado en el suroeste antioqueño, lugar donde creció y se formó como deportista. Al alcanzar la adolescencia se mudó a Medellín y allí se unió al programa «Orgullo Paisa». Desde joven mostró habilidades para las pruebas de pista, especialmente en velocidad, pero con el paso del tiempo comenzó a destacarse en las pruebas de semi fondo. En el ciclismo en ruta comenzó siendo juvenil con el equipo «Orgullo Paisa». En el año 2008 hizo parte del plantel del equipo UNE. Ese mismo año interrumpió su carrera en la ruta, para dedicarse por tres años a la pista y consagrarse como uno de los mejores corredores de América. Finalizando 2011 decide dejar la pista, para retomar la ruta, haciendo parte del equipo 4-72 Colombia, donde ganó una etapa de la Vuelta a Colombia 2012.

## Palmarés
2008
- Copa del Mundo de ciclismo en pista (Cali) 4.º lugar scratch
- Copa del Mundo de ciclismo en pista (Cali) 2.º lugar Madison
- Copa del Mundo de ciclismo en pista (Manchester) 8.º lugar Madison
- Juegos Deportivos Nacionales: 4.º lugar prueba por puntos
- Juegos Deportivos Nacionales: Bronce Prueba Madison
- Caracol de pista: 2.º lugar Milanesa, 2.º lugar persecución mixta, 3.º lugar Eliminación, 4.º lugar Antioqueña, 5.º lugar Madison, 4.º lugar en la general final y mejor   Colombiano
- Vuelta al Valle: Ganador segunda etapa, segundo lugar cuarta etapa, segundo regularidad.
- Campeonato Panamericano Montevideo Uruguay: Oro Persecución por equipos, Oro prueba Ómnium, Bronce prueba Madison

2009
- Copa del Mundo de ciclismo en pista (Cali) 6.º lugar scratch
- Copa del Mundo de ciclismo en pista (Cali) 3.º lugar Madison
- Juegos Bolivarianos (Bolivia) Oro Pruebas por puntos
- Juegos Bolivarianos (Bolivia) Oro Madison
- Juegos Bolivarianos (Bolivia) 2.º Scratch
- Omnium Nacional de Pista (Medellín): 2.º Persecución individual, 1.º Final desconocido, 1.º Prueba por puntos.
- Omnium Nacional de Pista (Duitama): 3.º Kilómetro detenido, 1.º 2.000 ms Persecución por pareja, 1.º Velocidad prolongada, 1.º Prueba por puntos.

2010
- Campeón Omnium Juegos Suramericanos (Medellín)
- Campeón Omnium Panamericano Aguascalientes (México)
- Subcampeón Omnium Nacional 2010 (Medellín)
- 2.º en Omnium en el Campeonato de Colombia de Ciclismo en Pista

2011
- 4.º Scratch Campeonato del Mundo en Pista Apeldoorn (Holanda)
- Campeón Scratch Campeonato Panamericano de Ciclismo en Pista (Medellín)
- 3.º Omnium Campeonato Panamericano de Ciclismo en Pista (Medellín)
- Campeón en Persecución por equipos en el Campeonato de Colombia de Ciclismo en Pista
- 2.º en Omnium en el Campeonato de Colombia de Ciclismo en Pista

2012
- Prólogo por equipos Vuelta al Valle del Cauca
- 1 etapa de la Vuelta al Valle del Cauca
- 1 etapa Vuelta a Colombia

2013
- 1 etapa de la Vuelta al Valle del Cauca

2014
- 2.º en Persecución por equipos en el Campeonato de Colombia de Ciclismo en Pista

2015
- 2.º en Persecución por equipos en el Campeonato de Colombia de Ciclismo en Pista
- 2.º en Omnium en el Campeonato de Colombia de Ciclismo en Pista

2017
- Campeón en Omnium en el Campeonato de Colombia de Ciclismo en Pista
- 2.º en Persecución por equipos en el Campeonato de Colombia de Ciclismo en Pista

2018
- Campeonato de Colombia de Pista
  -  Bronce en Persecución por equipos (junto con Jordan Parra, Juan Esteban Guerrero y Wilmar Molina)